# Розопроизводство в България
Розопроизводството в България е част от производството на етерично-маслени култури. То започва през XVII век в Казанлъшката котловина с отглеждането на маслодайна роза Rosa damascena за производство и износ на розово масло в пределите на Османската империя и Западна Европа – Виена, Париж, Лондон.

## Розопроизводство
Първото свидетелство за розови градини в Карловско е от 1712 година.
През 1820 г. Дончо Папазоглу открива първата фабрика за розово масло в Казанлък. Впоследствие двамата му сина развиват бизнеса и излизат на международните пазари.
Отглеждането на рози от вида Rosa damascena за производство на розов цвят започва през XVII и началото на XVIII век с пренасянето ѝ от околностите на Дамаск в Задбалканските котловини, основно в Карловската и Казанлъшката котловини, поради благоприятни условия за отглеждането ѝ. Разпространена е и в Старозагорско, Новозагорско, Чирпанско, Пловдивско и Пазарджишко. В средата и края на XIX век се правят опити за отглеждане на Rosa damascena в Елена, Трявна, Царева ливада, Дупнишко, но студените зими не благоприятстват отглеждането ѝ.
| Година | Декари | Добив  |
| ------ | ------ | ------ |
| 2003   | 16 645 | 3 652  |
| 2004   | 17 454 | 4 643  |
| 2005   | 19 587 | 5 559  |
| 2006   | 25 220 | 5 837  |
| 2007   | 27 902 | 7 983  |
| 2008   | 29 716 | 7 837  |
| 2009   | 29443  | 7 677  |
| 2010   | 36 953 | 8 547  |
| 2011   | 31 155 | 7 523  |
| 2012   | 30 071 | 8 554  |
| 2013   | 32 250 | 8 681  |
| 2014   | 32 260 | 10 125 |
| 2015   | 37 080 | 8 487  |
| 2016   | 35 800 | 8 915  |
| 2017   | 41 890 | 12 756 |
| 2018   | 42 790 | 14 483 |
| 2019   | 49 370 | 13 306 |
| 2020   | 50 870 | 14 587 |

## Розоварство
При розоварството на розов цвят от вида Rosa damascena чрез водна дестилация, се получава розово масло и розова вода. Тази технология е пренесена по българските земи през XVII век от Персия и Индия. За увеличаване на количеството и подобряване на качеството на розовото масло се усъвършенстват съоръженията и се използва технологията на двойната дестилация. До началото на XX век в розоварните се използват гюлпхани – малки казани. В аламбици – медни казани с вместимост около 120 литра, които са групирани по няколко в гюлпана – дестилационна инсталация, се извършва многократна редестилация. Гюлпаните се правят до течаща вода, обикновено в близост до река. Ако брега на реката е по-висок, се използват водни колела, за да се издигне водата на нужната височина. Случва се гюлпаните да се отнасят от буйните води на реката. Гюлпанският казан се състои от казан и капак. Казанът има форма на пресечен конус, в който се слага капака. Капаците на гюлпаните в България са по-големи в сравнение с използваните във Франция и Индия, което позволява по-доброто събиране на водните пари. Те се отвеждат към охладителната каца под наклон от 45°. През 1860 г. само в Казанлъшко се използват 1271 казана, като средното производство от всеки от тях е около 135 мускала розово масло. Мускалът е единица за тегло, заимствана от арабите, равна на 4,9844 грама. По българските земи до Кримската война се произвеждат до 300 000 мускала, или около 1500 kg розово масло. След Освобождението производството на розово масло се увеличава и достига до 848 000 мускала, или 4240 kg през 1909. До 1905 г. най-големите площи с рози и с най-много казани за дестилация на розов цвят са в Казанлъшко, след което е изпреварен от Карловско.
През 1902 г. в Карлово е изградена първата в България фабрика за парна дестилация на розов цвят. През 1935 г. започват да действат над 100 частни и кооперативни розоварни, като се прекратява използването на гюлпаните. Към края на Втората световна война в България съществуват 88 розоварни инсталации. След 1944 г. розоварството се извършва от предприятията „Българска роза“ в Казанлък, Карлово и Пловдив.
В днешно време се добиват около два тон розово масло годишно, като в България се произвеждат 70% от розовото масло в света. За производството на 1 kg розово масло са необходими близо 3500 kg цвят.

## Износ
През 1820 г. е основана първата розовотърговска къща за производство и търговия на розово масло от Дончо Папазоглу в Казанлък, а през 1858 г. синовете му Димитър и Ботьо откриват първата българска търговска къща за износ на розово масло „Дончо Папазоглу и синове“. Чрез канторите го изнасят за Париж, Лондон, Дрезден, Виена, Ню Йорк. През 1892 г. търговеца на розово масло Антон Папазов основава в Пловдив първата българска парфюмерийна фабрика „А. Папазов“, днес „Ален Мак“.
Съдовете, които се използват за износ на розово масло се наричат кункуми. Изработени са от медна ламарина, а след това отгоре и отвън се калайдисват. Те са с вместимост от 20 g до 5 kg. За съхранение на розово масло се използват кункуми с вместимост между 5 и 120 kg.

## Галерия
- Беритба на розов цвят. Източник: ДА „Архиви“

- Снимки на гюлпани за производство на розово масло. Източник: ДА „Архиви“